# La Voz Kids (Estados Unidos)
La Voz Kids é um reality show estadunidense exibido pela Telemundo desde 5 de maio de 2013. Trata-se de uma versão infantil em espanhol do talent show The Voice. O vencedor ganha um prêmio em dinheiro de $50.000, e um contrato de gravação da Universal Music Latin Entertainment.